# Kontrawencjonalizacja
Kontrawencjonalizacja (inaczej depenalizacja częściowa) – przeniesienie czynu z kategorii przestępstw do kategorii wykroczeń.
Przykładem kontrawencjonalizacji jest uchylenie w 2005 r. przepisu art. 264 §1 Kodeksu karnego. Zabraniał on  nielegalnego przekroczenia granicy, tworząc typ występku. Jednocześnie z uchyleniem wspomnianego przepisu do Kodeksu wykroczeń dodano art. 49a, który zabrania tego samego czynu, jako wykroczenia.
Pojęcie kontrawencjonalizacji stosowane jest również jako pojęcie obejmujące wszystkie wypadki uznania czynu przez porządek prawny za wykroczenie (tak np. Lech Gardocki). W tym rozumieniu kontrawencjonalizacja obejmuje również penalizację, na płaszczyźnie prawa wykroczeń, zachowania dotychczas traktowanego przez porządek prawny jako niekaralne (tzw. pierwotna penalizacja).
 Zapoznaj się z zastrzeżeniami dotyczącymi pojęć prawnych w Wikipedii.